# Ivica Rajković
Ivica Rajković (Udbina, 24 marzo 1935 – 11 novembre 2024) è stato un direttore della fotografia croato.

## Filmografia
- Zivjela mladost, regia di Lordan Zafranović (1965)
- Le sorprese del divorzio (Imam dvije mame i dva tate), regia di Kresimir Golik (1968)
- Il segreto di Nikola Tesla (Tajna Nikole Tesle), regia di Krsto Papić (1980)
- Mister ventriloquist, regia di Zlatko Bourek (1980)